# Ivan Rudan (borac borilačkih vještina)
Ivan Rudan (26. siječnja 1978.), hrvatski borac borilačkih vještina iz Pule. Borio se u tajlandskom boksu i full-contactu. Težine je 110 kg i visine 193 cm.
Bio je velika hrvatska nada kontaktnih borilačkih sportova. 2002. i 2003. bio je dvaput svjetski i jednom europski prvak. 

## Muay thai karijera (Amaterska)
Bio je svjetski prvak u tajlandskom boksu po IAMTF-u.

## Kickboksačka karijera

### Amaterska
U kickboksu je bio europski prvak po WAKO-u i full-contactu po WAKO-u. 

### Profesionalna
Prešao je u profesionalce ? godine. 
Pobijedio je neka vrlo poznata imena K-1 kao što je Badr Hari i jedan je od rijetkih koji ga je pobijedio u finalu turnira u Mestreu kod Venecije po M-1, 16. svibnja 2003. godine na kojemu su sudjelovali Rudan, Hari, Mladen Brestovac i dr. Osnivači tog turnira bili su Andrea Campello, Petar Mijić, svjetski prvak u mugendu 1987. do 1993. Bruno Visentin i Branko Cikatić. Potpisao je ugovor s Brankom Cikatićem čijem je klubu pristupio. Borio se u deset dvoboja nakon čega se povukao. Prevagnulo je kad mu je dogovorena nemoguća borba protiv poznatog iskusnog južnoafričkog borca Jana Nortjea, 50 kilograma težeg. Zbog loših ugovornih uvjeta s menadžerima, povukao se iz borilačkog športa kao borac.
Do deset dana prije te neravnopravne borbe, još nije znao tko mu je protivnik i nikako se nije mogao kvalitetno pripremiti za vrlo teškog protivnika, a u borbu je bio obvezan ući. Nakon borbe zbog neslaganja s menadžerom odlučio je u 25. godini prekinuti karijeru. Okušao se u mješovitim borilačkim vještinama u dvije borbe gdje je s manje poznatim borcima ostvario pobjedu i poraz nokautom. Potom se posvetio studiju i završio studij Likovnih umjetnosti te postao profesor likovne kulture. Vratio se zatim borilačkom športu kao trener. Pokrenuo je svoj klub borilačkih vještina Rudan koji je prvo bio u Pattinaggiu, a sad se nalazi u obiteljskoj kući na Verudi Porat, u posebnoj za to napravljenoj maloj sali. Rezultati su dobri i iz njegova su kluba izašli borci koji su državni prvaci i doprvaci po pravilima K-1.